# دوغ بيترسون
دوغ بيترسون (بالإنجليزية: Doug Peterson)‏ هو مهندس أمريكي، ولد في 25 يوليو 1945 في لوس أنجلوس في الولايات المتحدة، وتوفي في 26 يونيو 2017 في سان دييغو في الولايات المتحدة بسبب سرطان القولون.